# ベルリン自由大学

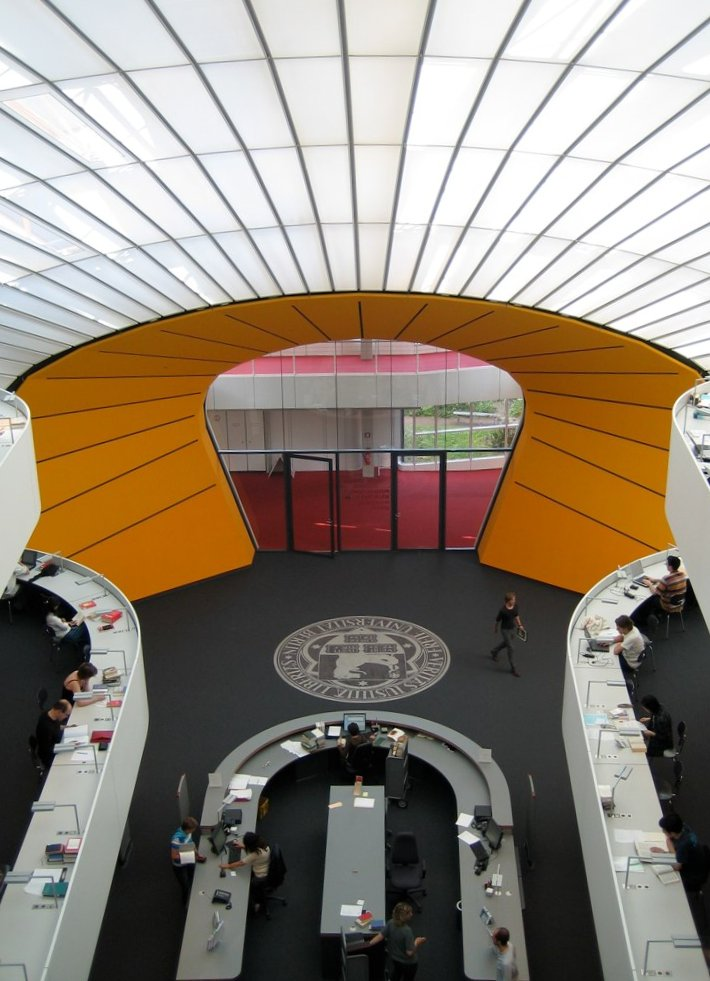
文献学図書館内見

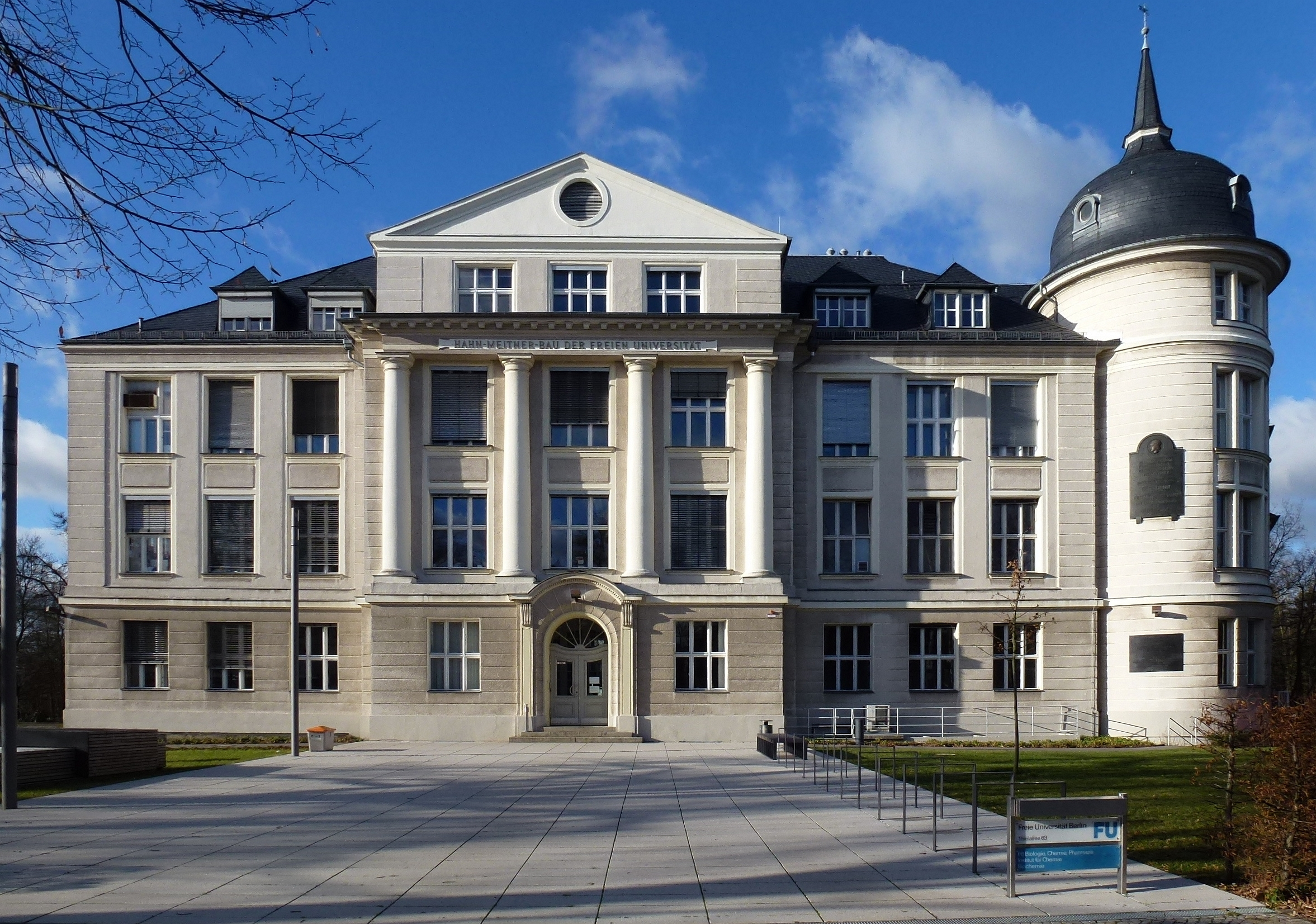
ベルリン自由大学・化学および生化学研究所。大学創立前は、アインシュタインが所長を務めたベルリン・カイザー・ヴィルヘルム協会の化学研究所であり、ここでは核分裂反応が検出された。

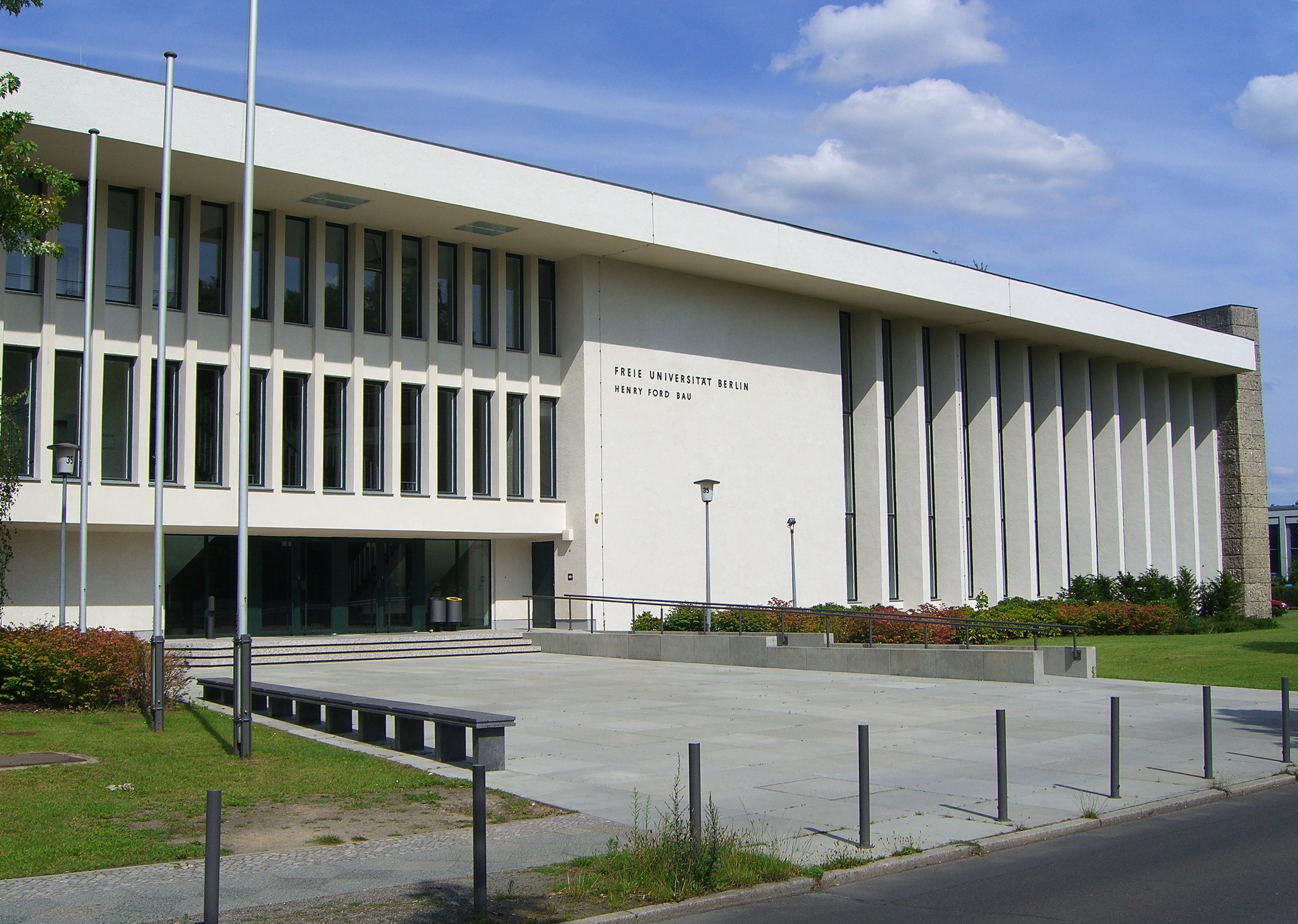
ヘンリー・フォード会館

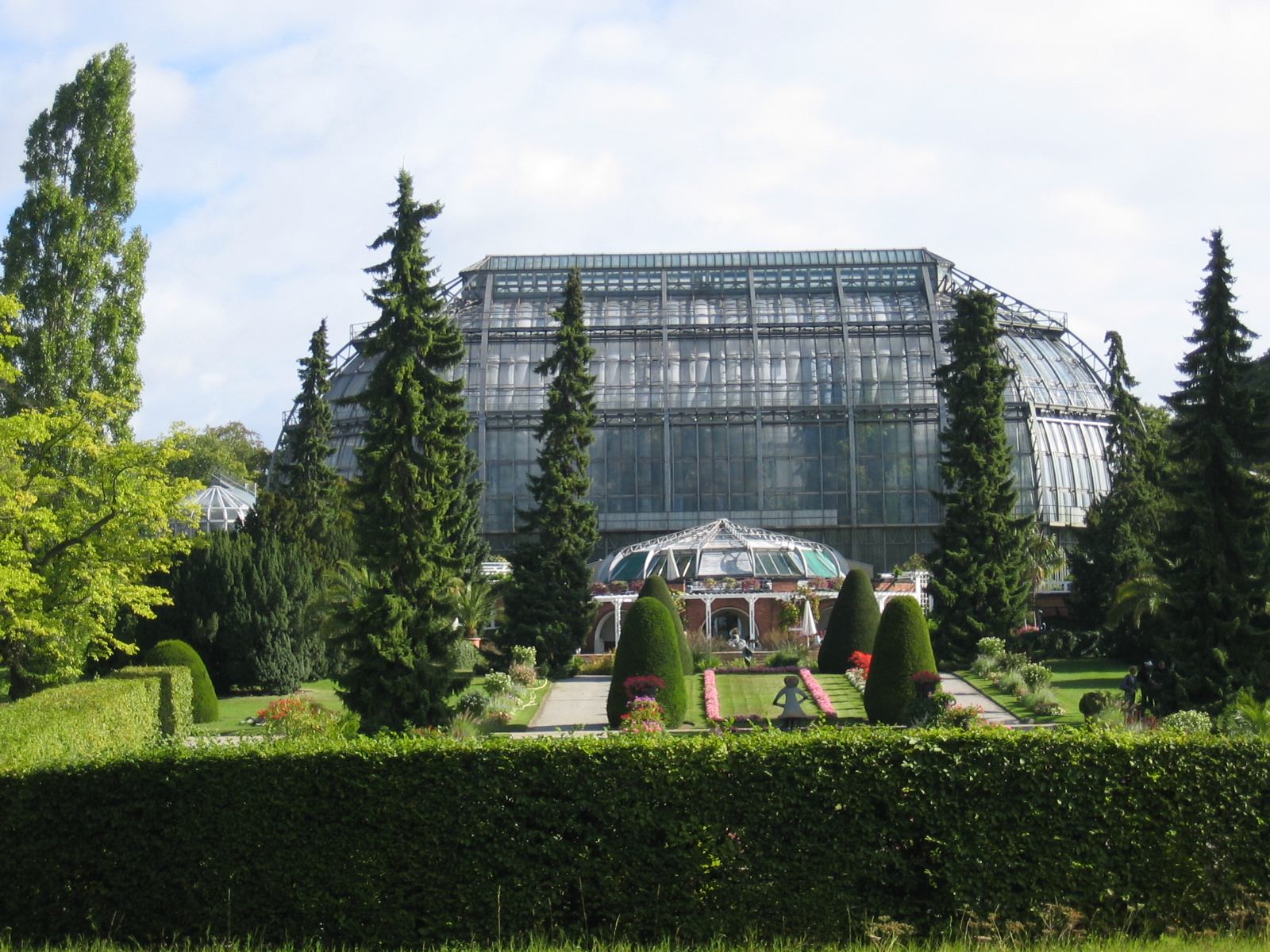
大学付属植物園

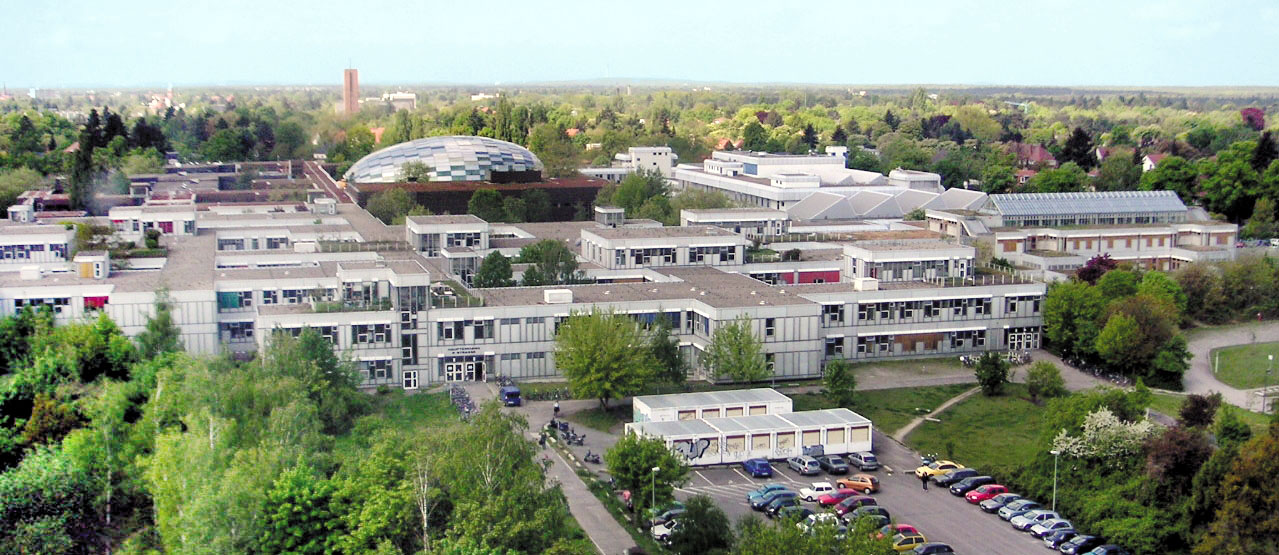
Silberlaube

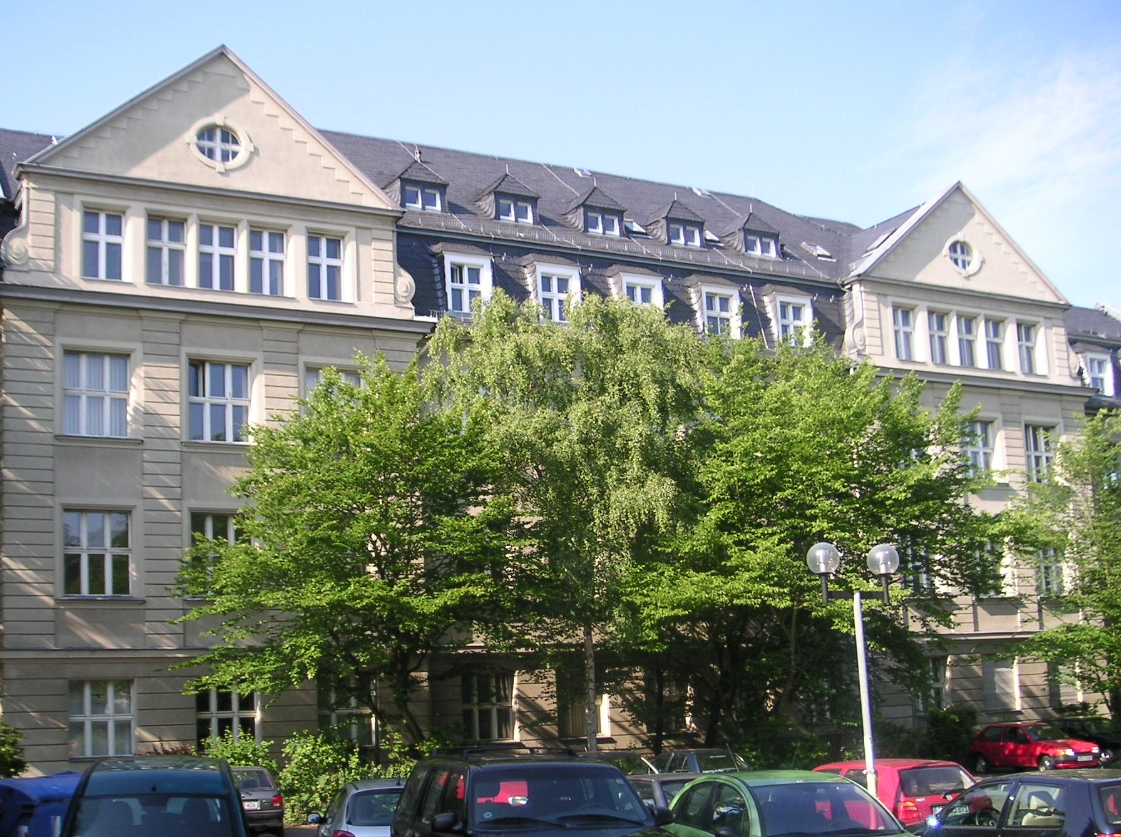
法学部

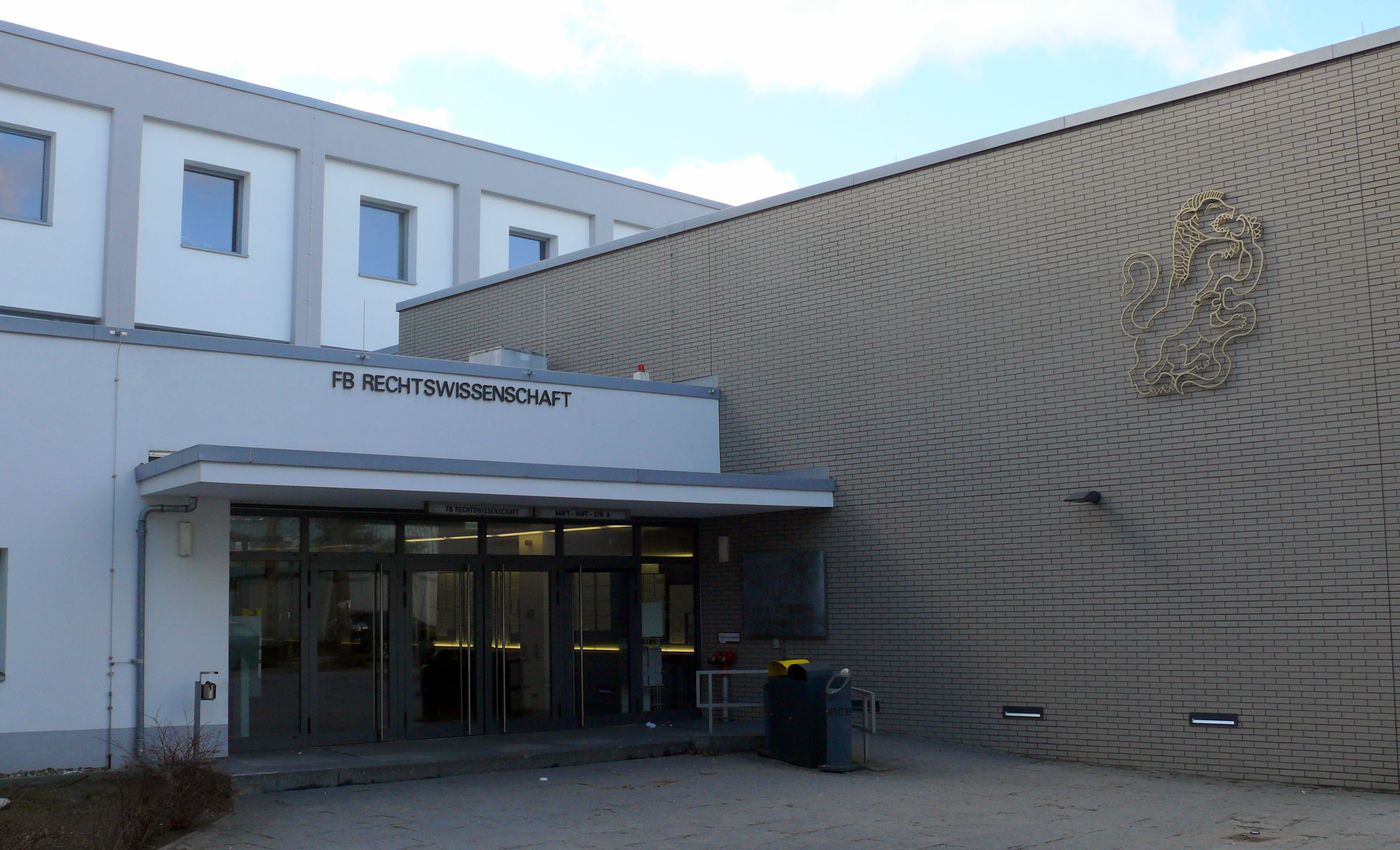
法学部

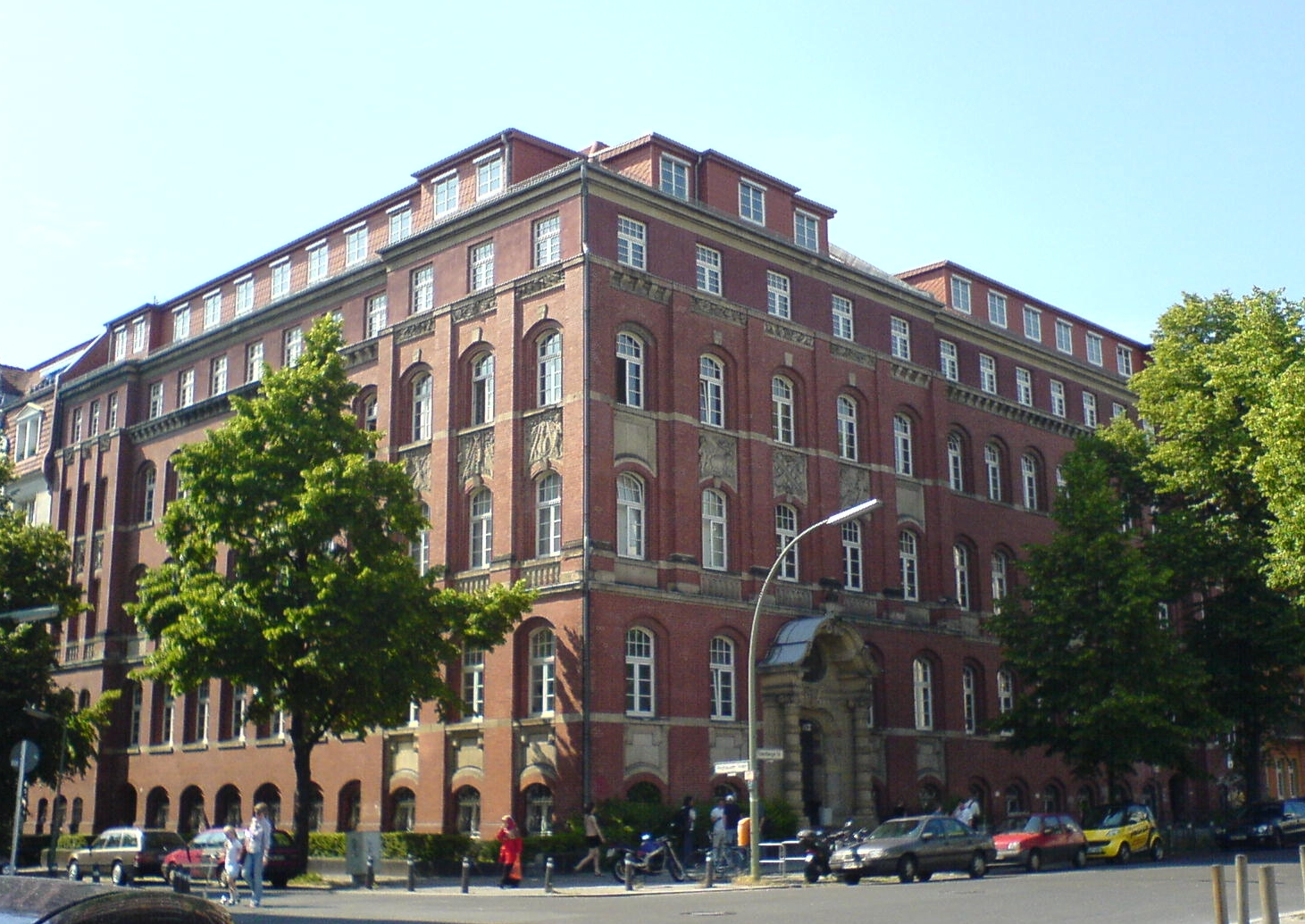
社会学研究所

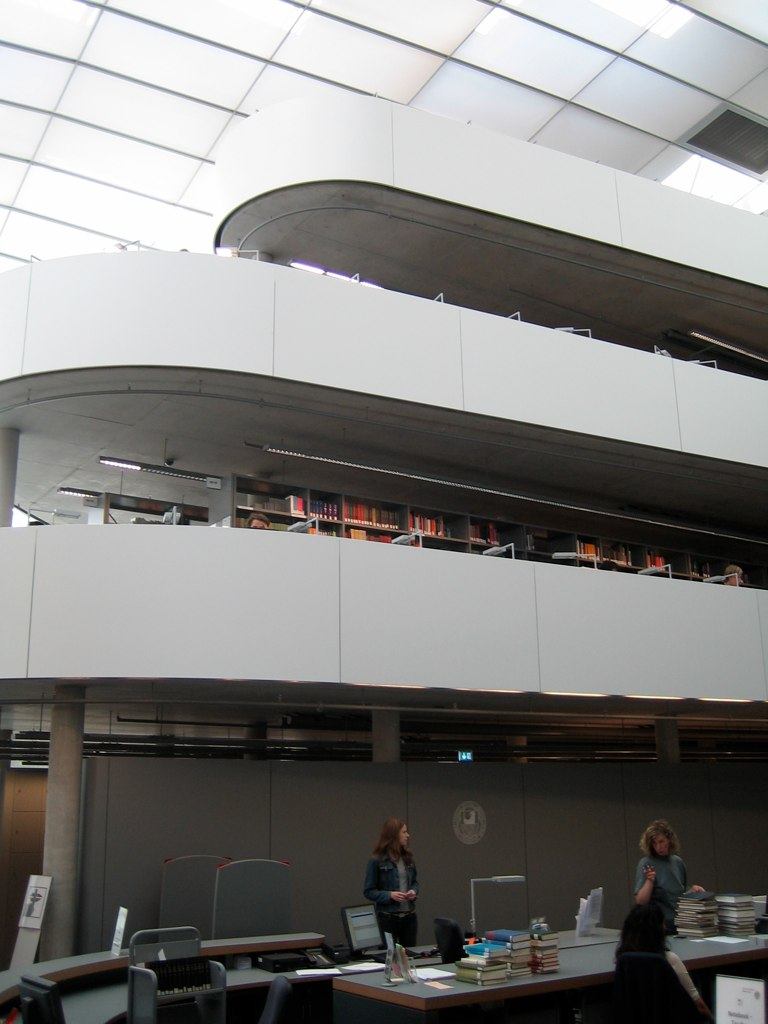
文献学図書館

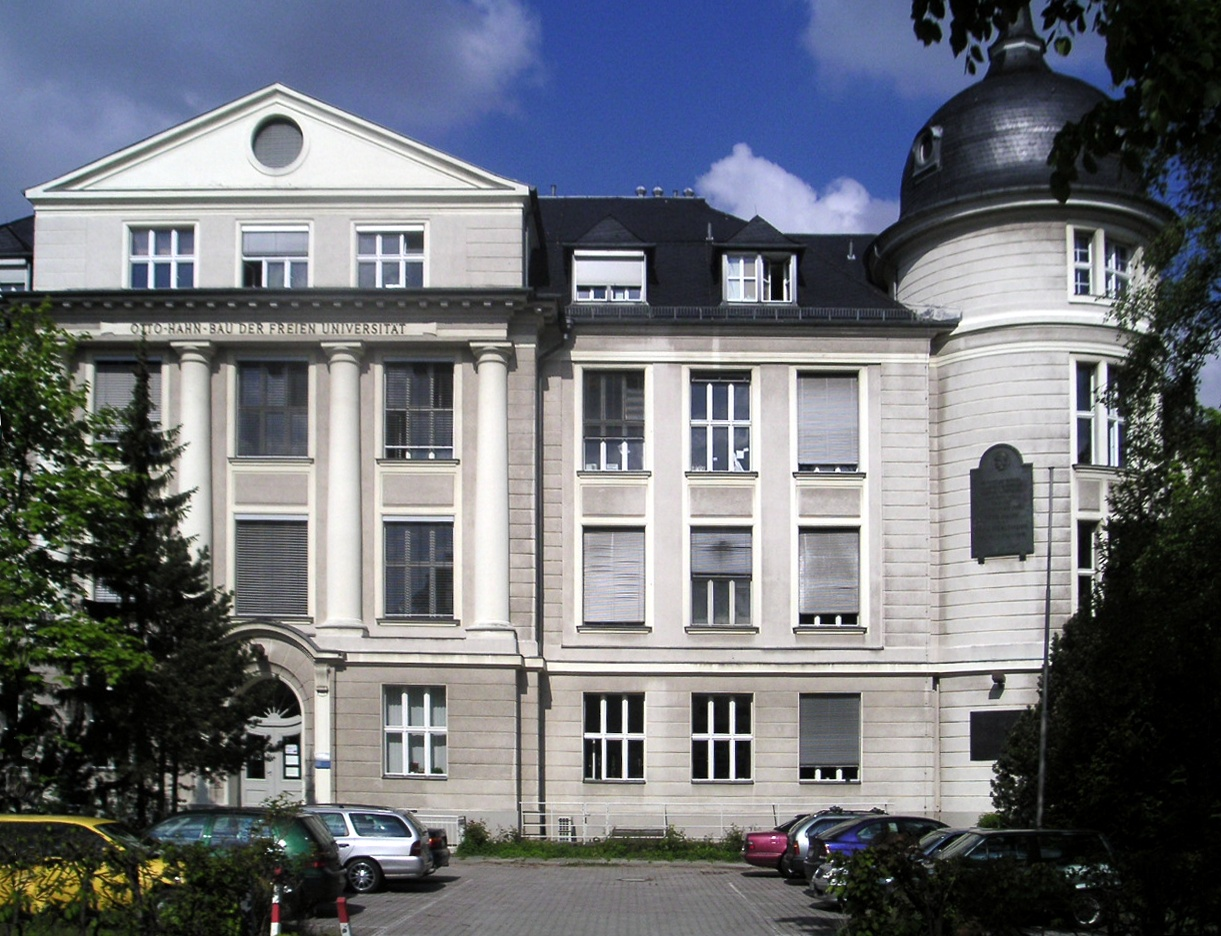
オットー・ハーン会館

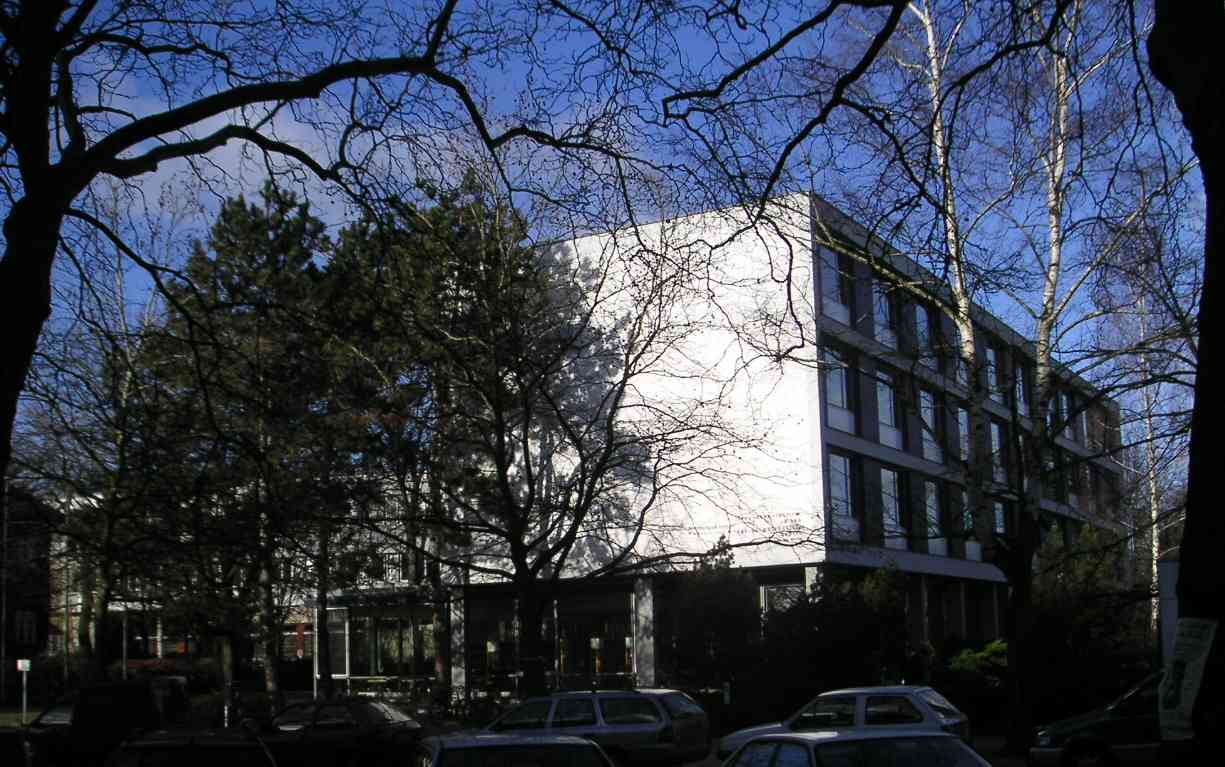
オットー・ズーア政治学研究所。前身は1920年に設立されたドイツ政治学高等機関（ Deutsche Hochschule für Politik）であり、国家社会主義政権下では、ベルリン・フリードリヒ・ヴィルヘルム大学に統合、外国学研究所となる。戦後、ベルリン市長オットー・ズーアの名を冠しベルリン自由大学の政治学研究所として再開。ヨーロッパにおける政治・社会科学研究の中心機関の一つとして、著名な政治学者、連邦議会議員等を輩出している。

ベルリン自由大学（ベルリンじゆうだいがく、独: Freie Universität Berlin、英: Free University of Berlin、略称: FU）は、ドイツの国立総合大学である。ベルリン大学連合として、フンボルト大学（HU）、ベルリン工科大学（TU）、シャリテー医科大学とともに、ドイツ連邦政府の研究助成プログラム「エクセレンス・ストラテジー」のエリート大学の1つに指定されている、ドイツを代表する大学の一つである。ベルリン大学の19世紀以来の伝統を汲む。

## 概要
ベルリン自由大学の設立は、終戦直後の政治情勢が大きく関わっている。ベルリン大学（フリードリヒ・ヴィルヘルム大学、Friedrich-Wilhelms-Universität）は東ベルリンにあり、戦後、社会主義のソビエト連邦の占領下で統制を受けていた。そのため、学問の自由を求めた学生・教授・研究者は大学を離反し、帝政期以来のベルリン大学の伝統を継承するために「自由」の理念を冠したベルリン自由大学を1948年、西ベルリンにて旧カイザー・ヴィルヘルム研究所の施設を使用し創立した。
現在では、ベルリンに所在する4つの大学の中で最も規模が大きい。国際的に最も有名で、人気のあるドイツの研究機関のひとつである。また、全学生中21%（2018年）を非ドイツ国籍の学生が占め、国内屈指の国際色豊かな教育機関である。多くの科学分野で重要な役割を果たしているが、特に社会学（Sociology）・政治学（Politics）・現代言語学（Modern Language）においてドイツ国内の大学で最も高い国際的評価を得ている（詳しくは研究と評価・QS世界大学ランキングを参照）。

## 沿革
現在、ベルリン自由大学は、フンボルト大学と共同で運営しているシャリテー医科大学を除くと、ドイツ研究振興協会 (Deutsche Forschungsgemeinschaft, DFG) の8つの共同研究センターを主導しており、また同財団の5つの研究ユニットを持っている。

## 研究と評価
ベルリン自由大学は、多くの分野で重要な役割を果たしている。

### 指標
- QS世界大学ランキング2024
  - 総合 98位 (ドイツ4位)[3]
- QS世界大学ランキング2023[3]
  - 政治学20位 (ドイツ1位)
  - 社会学30位 (ドイツ1位)
  - 考古学17位 (ドイツ2位)
  - 現代言語学28位 (ドイツ1位)
  - 芸術人文学27位 (ドイツ2位)
  - 人類学32位 (ドイツ2位)
  - 歴史学28位 (ドイツ2位)

部門ごとの評価は上記の通りであった。大学における研究は、自然科学の諸分野と並んで、社会科学、人文科学に重点が置かれているのが特徴である。
- 英タイムズ・ハイアー・エデュケーション世界大学ランキング2021
  - 「法学部門」で35位、「社会学部門」で48位、「芸術・人文科学部門」で世界27位、総合部門で83位に位置している（2021年時点）。

### 国際
以下は、ノーベル賞を受賞したベルリン自由大学の研究者の一覧である。
- エルンスト・ルスカ (1986年物理学賞)
- ラインハルト・ゼルテン（1994年経済学賞）
- ゲルハルト・エルトル（2007年化学賞）
- Ulrich Cubasch（「気候変動に関する政府間パネル」のメンバー、2007年平和賞）
- ヘルタ・ミュラー（2009年文学賞）

### 国内
以下は、研究業績に対するドイツで最も栄誉な賞、ゴットフリート・ヴィルヘルム・ライプニッツ賞を受賞したベルリン自由大学の研究者の一覧である。
- Volker Erdmann, 生化学 (1987)
- Wolfram Saenger, 結晶学(1987)
- Randolf Menzel, 神経生物学 (1991)
- Irmela Hijiya-Kirschnereit, 日本学(1992)
- Jürgen Kocka, 史学(1992)
- Johann Mulzer, 有機化学(1994)
- Peter Schäfer, ユダヤ学 (1994)
- Emo Welzl, 情報科学 (1995)
- Onno Oncken, 地質学(1998)
- Regine Hengge-Aronis, 微生物学 (1998)
- Joachim Küpper, ロマンス学 (2001)
- Rupert Klein, 数学 (2003)
- Gabriele Brandstetter, 演劇学 (2004)
- Gyburg Uhlmann geb. Radke, ギリシャ文献学 (2006)

## 学部・専門分野
12の学部 (FB) と3つの学際的研究所によって大学は総合大学 (universitas litterarum: 基本的な学問を全て研究できる伝統的な大学) として認められている。以下に、学部 (FB) および 研究機関 (WE) を示す。
- 生物学・化学・薬学部 (FB Biologie, Chemie, Pharmazie)
  - 生物学研究所
  - 化学・生化学研究所
  - 薬学研究所
- 政治・社会科学部 (FB Politik- und Sozialwissenschaften)
  - オットー・ズーア政治学研究所
  - 社会学研究所
  - メディア学・コミュニケーション学研究所
  - 社会・文化人類学研究所
- 歴史・文化学部 (FB Geschichts- und Kulturwissenschaften)
  - フリードリヒ・マイネッケ歴史研究所 (WE 1)
  - 美術史研究所 (WE 2)
  - 西洋古典学研究所 (WE 3)
  - 東アジア・中東研究所 (WE 4)
  - ユダヤ学研究所 (WE 5)
  - カトリック神学研究所 (WE 6)
  - 宗教学研究所 (WE 7)
- 哲学・人文学部 (FB Philosophie und Geisteswissenschaften)
  - 哲学研究所 (WE 1)
  - ギリシャ・古代ローマ哲学研究所 (WE 2)
  - ペーター・ソンディ・文学研究所 (WE 3)
  - ドイツ・オランダ文献学 (WE 4)
  - ローマ文献学 (WE 5)
  - イギリス文献学研究所 (WE 6)
  - 舞台芸術学研究所(WE 7)
- 法学部 (FB Rechtswissenschaft)
  - 私法研究所（WE 1）
  - 刑法研究所（WE 2）
  - 公法研究所（WE 3）
- 経済学部 (FB Wirtschaftswissenschaft)
  - 経済学科
  - 経営学科
- 教育学・心理学部 (FB Erziehungswissenschaft und Psychologie)
  - 教育学・初等教育学科
  - 心理学科
- 地球科学部 (FB Geowissenschaften)
  - 地理学研究所
  - 地学研究所
  - 気象学研究所
- 数学、情報科学部 (FB Mathematik und Informatik)
  - 数学研究所
  - 情報学研究所
- 物理学部 (FB Physik)
  - 実験物理学研究所
  - 理論物理学研究所
  - 物理学教授法
- 獣医学部 (FB Veterinärmedizin)
  - 獣医解剖学研究所（WE01）
  - 獣医学生理学研究所（WE02）
  - 獣医学生化学研究所（WE03）
  - 動物栄養研究所（WE04）
  - ウイルス学研究所（WE05）
  - 免疫学研究所（WE06）・ロバートフォンオスタータグハウス（感染症医学センター）
  - 微生物学および動物疾病研究所（WE07）
  - 食品安全衛生研究所（WE08）
  - 動物・環境衛生研究所（WE10）
  - 動物福祉・動物行動・試験動物科学研究所（WE11）
  - 動物病理学研究所（WE12）
  - 寄生虫学・熱帯獣医学研究所（WE13）
  - 薬理毒性研究所（WE14）
  - 鳥類病研究所（WE15）
  - 獣疫疫学研究所（WE16）
  - 馬・一般外科・放射線科動物病院（WE17）
  - 有蹄動物のための動物病院（WE18）
  - 生殖のための動物病院（WE19）
  - 小型ペットのための動物病院（WE20）
- シェリテー医学部 (FB Medizinische Fakultät Charité)

以上の専門分野において合計、学士課程73、修士課程105、博士課程52のプログラムが提供されている。

## 歴史
1948年12月4日に創設された。戦勝連合国内部に異なる主義主張が生じ、共同でのドイツ戦後処理はもはや不可能となっていくという、東西対立の開始が創設に大きく関連している。
フリードリヒ・ヴィルヘルム大学ベルリン（1949年よりフンボルト大学ベルリンに改称）は4つに分割された市内のソ連管理区に位置し、軍行政機関（SMAD）より1946年から大学の再開の許可を得る。戦後の政治的思惑は教育機関にも及び、増加する共産主義の影響力は大学にも行使される結果となった。これは学生組合、教師陣による強い抗議を呼び起こした。
その抗議の結果として、1947年3月に何人かの学生たちがソ連秘密警察（MWD）に逮捕されるということがあった。ソ連上級裁判所の彼らに対する判決は25年による強制労働であり、彼らがベルリン大学の地下活動組織およびスパイであるとされた。18人の学生及び教員らが1945年から48年の間に拘禁もしくは連行され、何週間もの間、姿を消した。何人かはソ連内に連れて行かれ、そこで処刑された。
1947年の終わりには、「自由」な大学の再建が求められていた。 非共産主義勢力が支配した治安判事は、1948年1月15日に旧大学の状況に裁定で対応し、対策としてベルリン大学外のドイツ政治大学の再建を命じた。 ベルリン大学への政治的影響に対する抗議は継続し、1948年4月23日の学生デモでクライマックスに達した。 4月末、アメリカ陸軍司令Lucius D. Clayは、ベルリン西部に新しい大学の建設を依頼した。
1948年6月上旬に、自由大学設立のための学生準備委員会が設立され、6月19日、準備委員会は、マックス・プランク研究所などの協力を得て、政治家、教授、講師、事務職員、学生を含む自由大学を西側占領地域のダーレム地区に設立した。6月23日、ベルリン自由大学の設立を求めるというマニフェストで、委員会は公に支援の要請を働きかけた。
1968年には、パリ大学、ロンドン大学、カリフォルニア大学バークレー校に同調する学生運動が、ルディ・ドゥチュケに率いられた社会主義ドイツ学生連盟 (Sozialistischer Deutscher Studentenbund) により起こった。1980年代には、学生数66,000名のドイツ最大の大学となるも、東西統合後のベルリンにおける大学再編の動きにより、1990年代には38,000名までに縮小されている。

## 日本の協定校
- 東京大学
- 京都大学
- 早稲田大学
- 慶應大学
- 中央大学
- 神戸大学
- 国際基督教大学
- 上智大学
- 筑波大学

## キャンパス

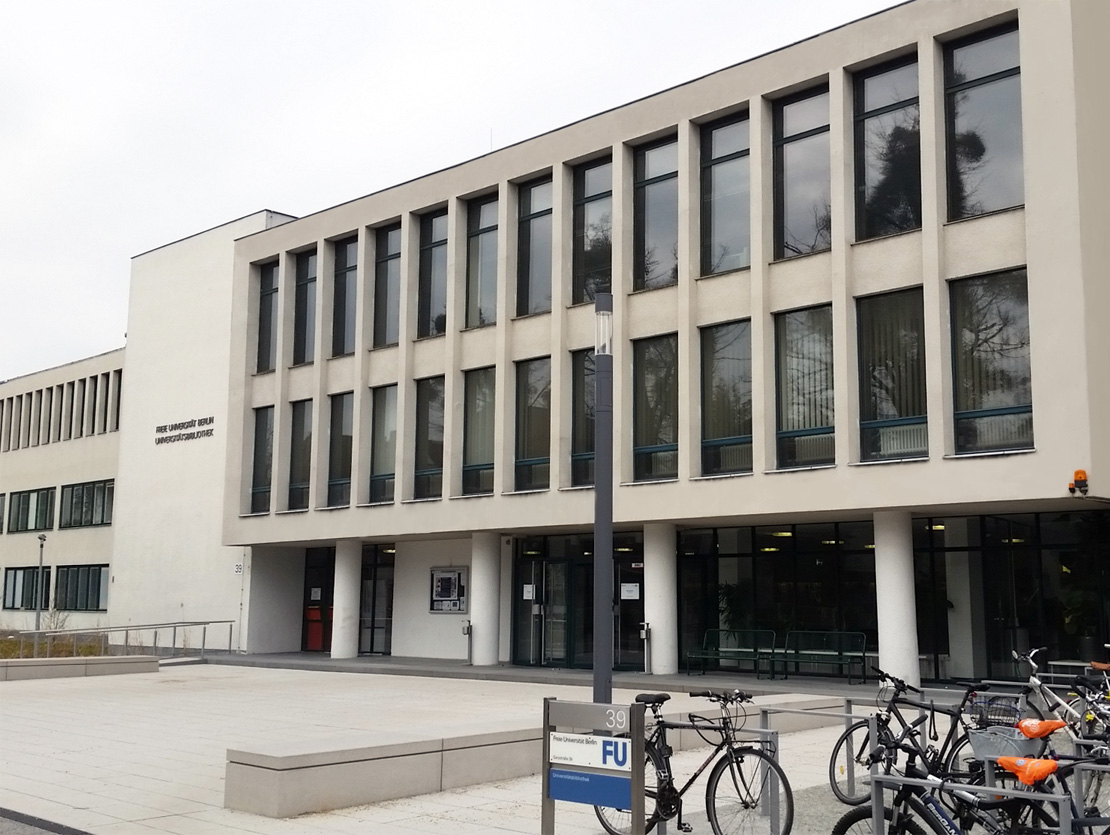
大学図書館

大学の大部分の施設はベルリンの南西シュテーグリッツ＝ツェーレンドルフ区内のダーレム地区に所在する。
- Campus Dahlem
- Geocampus Lankwitz
- Campus Düppel
- Campus Benjamin Franklin

## 関係者

### 教員
- ゲルハルト・エルトル（2007年ノーベル化学賞受賞）
- ハーゲン・クライネルト
- ペーター・ソンディ
- ヤーコプ・タウベス
- アルベルト・デファント
- アレクサンダー・デマント
- イルメラ・日地谷・キルシュネライト
- ヘルタ・ドイブラー＝グメリン
- シグマンド・ノイマン
- フリッツ・ハイヒェルハイム（客員教授）
- エルンスト・ベンダ
- アクセル・ホネット（助手）
- トーマス・リッセ
- エルンスト・ルスカ（1986年ノーベル物理学賞受賞）
- ペーター・シュプレンゲル
- ラインハルト・ゼルテン（教授（1969年-1972年）　1994年ノーベル経済学賞受賞）
- シュテファン・ケプラー＝タサキ（元教員）
- 赤川省吾（非常勤講師）[12]
- 浅島誠（研究員）
- 大江健三郎（客員教授）
- 板倉宏（客員教授）
- 大沢真理（客員教授）
- 加藤周一（客員教授）
- 河上倫逸（客員教授）
- 橘川武郎（客員教授）
- 庄垣内正弘（客員教授）
- 末廣昭（客員教授）
- 竹田茂夫（助手）
- 原伸子（客員研究員）
- 平出隆（客員教授）
- 三宅正樹（客員教授）
- 宮崎良夫（客員教授）
- 山口定（客員教授）

### 出身者
- ハンス・アイヒェル
- ペーター・アイヒホルン
- クラウス・ヴォーヴェライト
- ベンノ・オーネゾルク
- ティモシー・ガートン・アッシュ
- マルティナ・ゲデック
- マンフレート・シュトルペ
- エリック・シュピーカーマン
- ダニエル・シュミット
- ベルンハルト・シュリンク
- オットー・シリー
- エーベルハルト・ディープゲン
- ルディ・ドゥチュケ
- アンドレア・フィッシャー
- カール・ベーレト
- ローマン・ヘルツォーク
- クラウス・ヘンシュ
- レナーテ・マインツ
- マルテ・ルディン
- シュテファン・ヴィリッヒ - シャリテー教授、医師、ワールド・ドクターズ・オーケストラの創設者、指揮者
- 赤川省吾 [13]
- 伊東孝之
- 今井康雄
- 岩間陽子
- 北川東子
- 木戸衛一
- 高辻知義
- 斎藤幸平
- 佐瀬昌盛
- 白取春彦
- 平高史也
- 芙苑晶（中退）

## その他

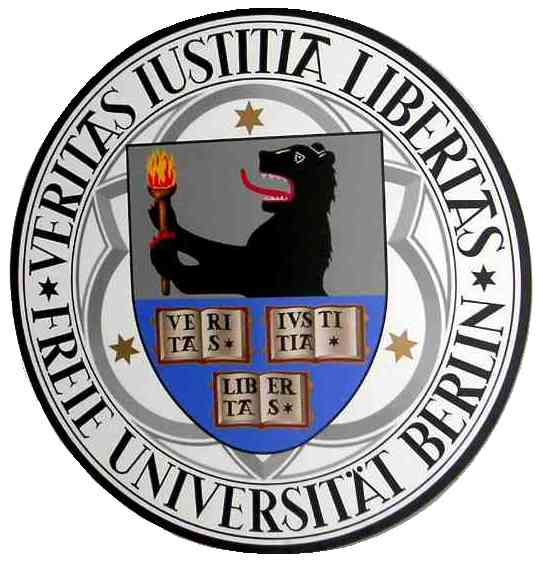
Siegel (紋章)

校章
ベルリンのシンボルである熊をあしらったデザインで、大学のモットーである正義、真理、自由がラテン語で記されている。大学の設立メンバーであるEdwin Redslob教授（1949年-1950年に学長）が下書きを考えた。